# Lagunitas Brewery
Die Lagunitas Brewing Company wurde 1993 im kalifornischen Lagunitas gegründet. Heute betreibt Lagunitas zwei Brauereien in den Vereinigten Staaten und ist ein Tochterunternehmen von Heineken.

## Geschichte

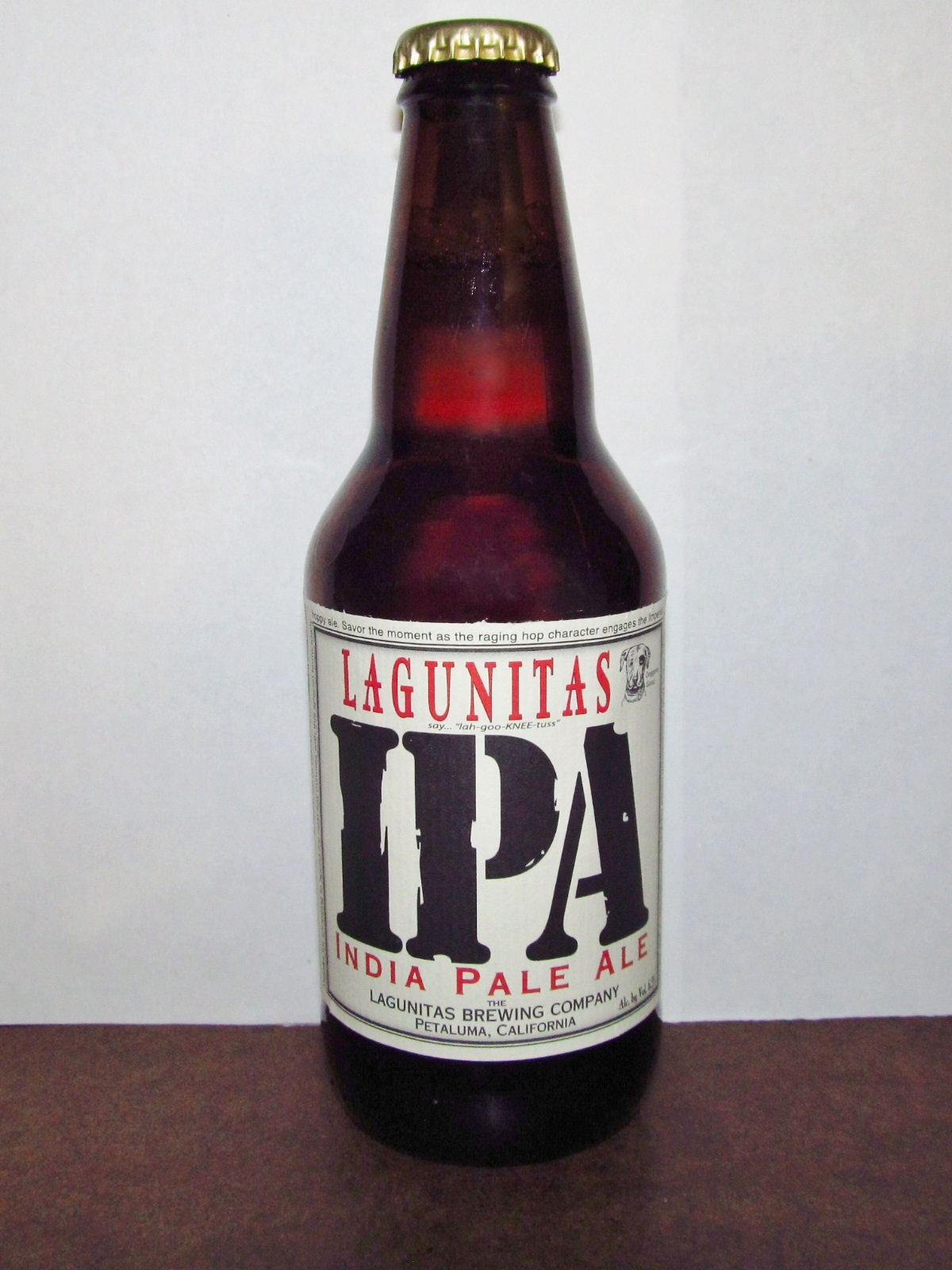
IPA

Lagunitas Brewing Co. wurde 1993 von Tony Magee in Lagunitas gegründet. Ein Jahr später siedelte die Brauerei ins nahe Petaluma um. Seitdem wuchs die Brauerei ständig. 2012 errichtete man eine zweite Brauerei in Chicago, Illinois, 2014 wurden in Chicago schon rund 640.000 Barrel (763.000 hl) Bier gebraut. In Petaluma ist Lagunitas 2014 an die Kapazitätsgrenze von 750.000 Barrel (895.000 hl) gelangt. Im August 2016 wurde eine kleine Brauerei in Seattle übernommen, hierbei handelt es sich um die ehemalige Braustätte der Hilliards Brewery. Um die Versorgung an der Westküste sicherzustellen, errichtet Lagunitas in Azusa seine vierte Brauerei.
2016 wurde die Brauerei der Southend Brewery in Charleston übernommen. Die Brauerei soll 2017 in Betrieb gehen. Im Oktober 2015 übernahm der niederländische Braukonzern Heineken einen Anteil von 50 % an der Lagunitas Brewing Company. Zum 4. Mai 2017 wurde Lagunitas komplett von Heineken übernommen. Die kleine Braustätte in Charleston wurde im Juli 2017 wegen Baufälligkeit des Gebäudes geschlossen.

## Biere

### Standard-Biere
Über das ganze Jahr erhältlich sind die Biere IPA, Little Sumpin´ Ale, Day Time IPA, Pils, Sucks - Brown Shugga' Substitute Ale, Maximus Ale, Dogtown Pale, Censored Rich Copper Ale, Hop Stoopid Ale und Imperial Stout.

### Spezial-Erscheinungen
Das Angebot wird durch verschiedene wechselnde Sondersude ergänzt.